# REDnote
REDnote (v čínštině 小红书 (Siao-chung-šu); tradiční znaky: 小紅書; pinyin: Xiǎohóngshū; XHS) je mobilní aplikace dostupná pro Android a iOS. Společnost, která ji provozuje, sídlí v Šanghaji. Aplikace byla spuštěna v roce 2013. V poslední době získává popularitu ve Spojených státech amerických, zejména v souvislosti s očekávaným soudním rozhodnutím o možném zákazu aplikace TikTok. Název aplikace odkazuje na Mao Ce-tunga.

## Historie
Aplikace byla spuštěna v červnu v roce 2013. Její účel byl původně poskytnout recenze zboží a služeb. V červnu 2018 investovaly společnosti Alibaba Group a Tencent do Siao-chung-šu 300 milionů amerických dolarů, čímž byla hodnota společnosti stanovena na 3 miliardy amerických dolarů.Aplikace se 14. ledna 2025 stala nejstahovanější v App Store, kvůli plánovanému ukončení sociální sítě TikTok v USA. Reakce na tuto zprávu byly rozporuplné – čínská státní televize příliv nových uživatelů vítala, zatímco nacionalističtí politici varovali před rostoucím vlivem USA na platformu.

## Funkce
Uživatelé mohou sdílet, hledat a ukládat recenze produktů a úvody k cestovním destinacím, známé jako „sázení/setí(?) trávy“ (čínsky: 种草, slang pro „sdílení a doporučování produktu“)

### Vyhledávání
Důležitou funkcí aplikace je vyhledávání, denně je vyhledáváno přes 600 miliónů vyhledávání.  V lednu 2025 REDnote představí Diandian, nástroj pro vyhledávání poháněný umělou inteligencí, který je momentálně v beta testování.
Zprávy
Na RedNote je také funkce soukromých zpráv, která uživatelům umožňuje komunikovat mezi sebou, tedy posílat fotky, hlasové zprávy a sdílet videa. 
Překlad
Po aplikaci v různých funkcích je možno naleznout na překladač, který je poháněn umělou inteligencí, a proto ne vždy odpoví správně. 

## Kritika a kontroverze
V roce 2021 a 2022 čelil REDnote několika skandálům týkajícím se autenticity obsahu, podvodných recenzí a porušování ochrany nezletilých. Po ztrátě důvěry veřejnosti implementoval platforma opatření na odstranění falešného obsahu, podal žaloby proti firmám za psaní falešných recenzí a dostal pokuty za neodstranění škodlivého obsahu pro nezletilé. Dále čelil obavám o národní bezpečnost, což vedlo k zákazu používání aplikace v Tchaj-wanu na veřejných zařízeních.

## Cenzura
Po zákazu TikToku v USA se uživatelé přesunuli na síť RedNote, která začala aktivně hledat moderátory pro obsah v angličtině. Cyberspace Administration of China vydala varování, že uživatelé ze západních zemí nesmí mít přístup k obsahu, který je dostupný pro uživatele v Čínské lidové republice. WSJ uvedl, že podobná pravidla platí i pro uživatele z Čínské Lidové Republiky. Byly pozastaveny některé účty.